# Ruth Rendell
Ruth Barbara Rendell, baronesse Rendell af Babergh, CBE (født som Ruth Barbara Grasemann 17. februar 1930 i South Woodford i Essex, død 2. maj 2015 i London) var en britisk forfatter og medlem af Overhuset i Det britiske parlament.

## Liv
Rendell blev født som datter af to lærere. Hendes mor, Ebba Kruse, blev født i Sverige, men voksede op i Danmark, mens hendes far, Arthur Grasemann, var engelsk. Rendell voksede op som enebarn i Leyton, en forstad i det østlige London, men tilbragte ofte julen og andre ferier i Skandinavien, og lærte både dansk og svensk. Under krigen blev hendes mor ofte taget for at være tysk, og en følelse af udenforskab prægede Rendells opvækst. Dertil fik hendes mor multipel sclerose og døde, mens datteren var barn.
Rendell begyndte sin skribentkarriere som journalist. I 1964 debuterede hun med kriminalromanen From Doon with Death, hvor hun introducerede karakteren, som senere skulle blive hendes mest kendte detektiv, Chief Inspector Reginald Wexford.
Parallelt med serien om inspektør Wexford skrev Rendell psykologiske krimier, hvor hun udforskede forbryderes afvigende psyke. Efter hendes syn bidrog den engelske middelklasses værdisyn ofte til at fremkalde asocial og irrationel opførsel, i stedet for at modvirke den. Fra 1986 videreudviklede hun sin udforskning af dette områder under pseudonymet Barbara Vine. Flere af hendes bøger er filmatiseret, deriblandt Pedro Almodóvars Carne trémula (Live Flesh).
Som Labour-politiker var Rendell blandt de første til at modarbejde kvindelig omskærelse fra sin plads i Overhuset. I januar 2015 blev hun indlagt med slagtilfælde og døde i maj samme år.
Hun har solgt 60 millioner eksemplarer af sine bøger verden over, som er oversat til 25 sprog. 59 af dem er udkommet på dansk.

## Hædersbevisninger
Hun blev tildelt life peer som baronesse Rendell af Babergh i 1997.